# Эйн-эль-Джарба

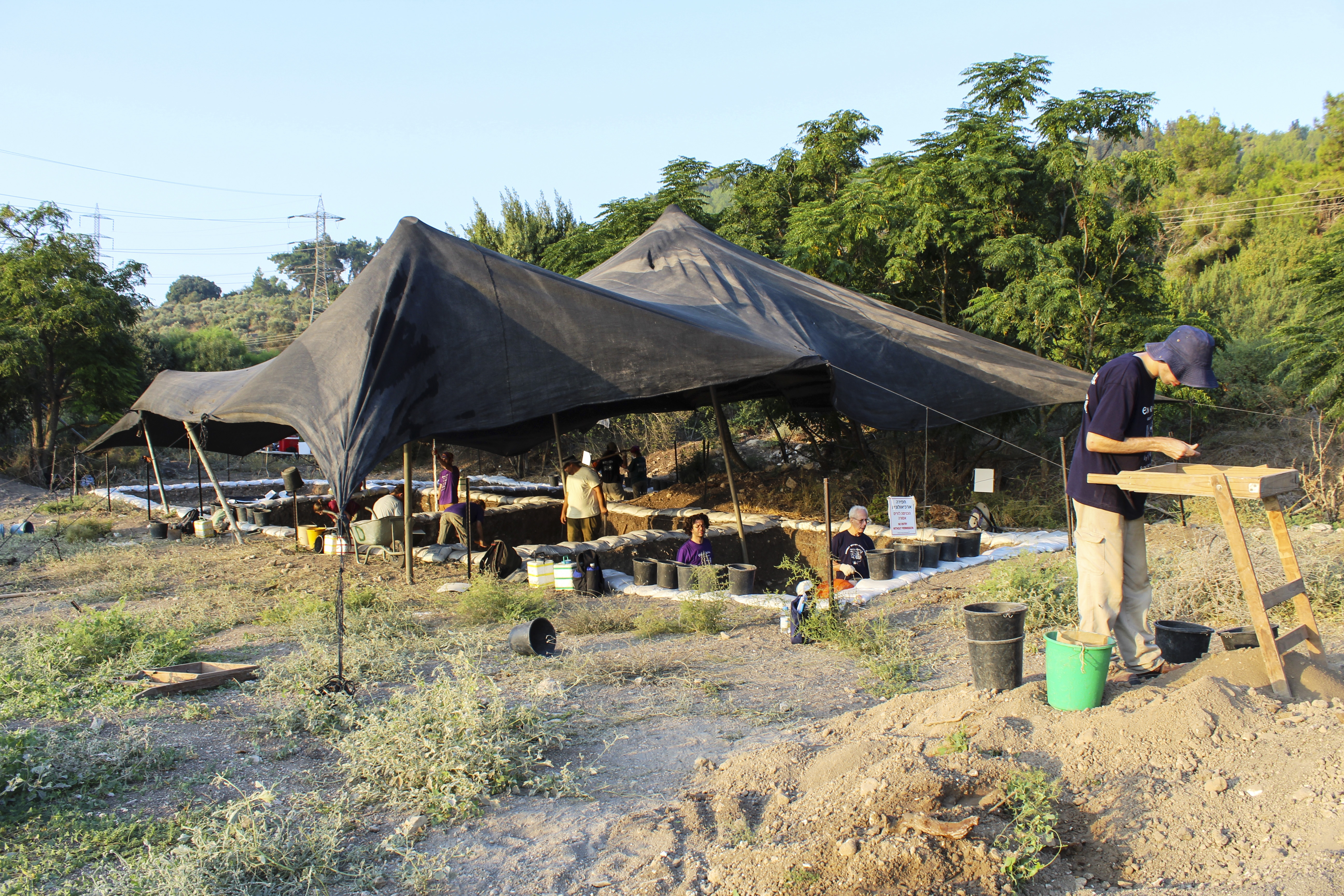
Раскопки в Эйн-эль-Джарбе, 2013 год

Эйн-эль-Джарба — поселение эпохи раннего халколита, относящееся к культуре Вади Раба (6 тыс. до н. э.). Расположено в 20 км к юго-востоку от Хайфы в Изреельской долине (Израиль). Поселение раскапывается экспедицией Еврейского университета в Иерусалиме.

## География
Поселение расположено у подножия плато Менаше, в Изреельской долине, которая с древнейших времён является главной артерией, связывающей побережье Средиземного моря с Иорданской рифтовой долиной. Поселение находится на территории, принадлежащей кибуцу Ха-Зореа.

## История раскопок
В 1966 году в результате обнаружения археологических находок при работе трактором были проведены первые спасательные раскопки в течение одного сезона, под руководством Я. Каплана. В 1979 году в 75 м к западу от его раскопа были обнаружены новые свидетельства поселения, спасательные раскопки проведены в 1980 году под руководством Э. Мейерхофа, зафиксировавшего остатки строений. Поблизости были найдены и другие археологические объекты: Тель-Кири (Барух 1987), ха-Зореа (Анати 1971; Анати и др. 1973; Мейерхоф 1988), Тель-Зерик (Ошри 2000), Абу-Зрек (Гарфинкель и Мацкевич 2002), Мишмар ха-Эмек слой V (Гецов и Барзилай 2011). Э. Анати провёл в 1973 году археоразведку, включающую сбор подъёмного материала (1973:29—40).
Экспедиция Каплана в 1966 году раскопала территорию около 65 м². Были определены 4 фазы поселения эпохи раннего халколита, с архитектурой и захоронениями (Аренсбург 1970). Толщина обнаруженного культурного слоя — около 1 м (Каплан 1969: 4).

## Новая экспедиция
Раскопки в Эйн-эль-Джарбе возобновились в 2013 году под эгидой Института археологии Еврейского университета в Иерусалиме, под руководством Катарины Штрейт, при содействии Регионального проекта по изучению Изреельской долины. Экспедиция обнаружила в поселении остатки двух периодов — раннего бронзового века Ib (4 тыс. до н. э.) и раннего халколита (6 тыс. до н. э.). К раннебронзовому веку относятся несколько слоёв, в которых найдены овальные дома, полы, ямы и каменное зернохранилище. Эпохой раннего халколита датируются несколько полов и остатки сырцовых кирпичей, а также некое устройство круглой формы с оштукатуренной поверхностью. В керамическом инвентаре этой фазы доминирует керамика, характеризующая культуру Вади Раба.